# 普托拉納高原
普托拉納高原是俄羅斯的玄武岩高原，位於泰梅爾半島以南中西伯利亞高原西北側的高山地區，最高點海拔高度1,700米，由西伯利亞暗色岩組成，這個地區有維維湖和大型鎳礦，鄰近城市有諾里爾斯克。
|      |  |      |  |        |
| 地貌 |  | 位置 |  | 鳥瞰圖 |

## 外部連結
- Official website of the Putorana Nature Reserve
- The Putorana Plateau （页面存档备份，存于） Natural Heritage Protection Fund.